# Landivisiau
Landivisiau (tiếng Breton: Landivizio) là một xã của tỉnh Finistère, thuộc vùng Bretagne, miền tây bắc Pháp.

## Dân số
Người dân ở Landivisiau được gọi là Landivisiens.